# Aneuthetochorus conjunctus
Aneuthetochorus conjunctus är en skalbaggsart som beskrevs av Dilma Solange Napp och Martins 1984. Aneuthetochorus conjunctus ingår i släktet Aneuthetochorus och familjen långhorningar. Inga underarter finns listade i Catalogue of Life.